# 高崎やすこ
高崎 やすこ（たかさき やすこ、12月24日 - ）は、ラジオパーソナリティ。名古屋タレントビューローに所属していた。愛称はやすべぇ

## 来歴
愛知県名古屋市出身。愛知県立大学英文科卒業。
大学通学中にテレビタレントセンターを受講し、1981年にCBCラジオ『0時半です松坂屋ですカトレヤミュージックです』を担当。
アメリカに留学とモデル活動を経験後に名古屋タレントビューローに所属。 
2014年のブログ記事では60歳を契機に引退したことをブログで公表している。

## 出演番組
- 0時半です松坂屋ですカトレヤミュージックです(CBCラジオ)
- CBC歌謡ベストテン(CBCラジオ)[1]
- ハウス歌のスーパーめぐり(CBCラジオ)[1]
- 荒せんのラジオがいちバン!(CBCラジオ)
- 伊藤秀志のGETSU▶KINラジオ三昧(CBCラジオ)
- ミュージックダイアリー(エフエム愛知) [1]
- 新間ちゃんのシャナナ昼市（名古屋シティエフエム）
- 新間ちゃんのラジオde昼市（MID-FM）